# Erik Fabrin
 Der er for få eller ingen kildehenvisninger i denne artikel, hvilket er et problem. Du kan hjælpe ved at angive troværdige kilder til de påstande, som fremføres i artiklen.

Erik Fabrin (født 12. maj 1941) er en dansk kommunalpolitiker, som først var borgmester i Søllerød Kommune fra 1986-2006 og i Rudersdal Kommune fra 2007-2012. Fabrin var desuden formand for Kommunernes Landsforening (KL) fra 2006-2010, og landsformand for Venstres Ungdom i 1968-1970.

## Biografi
Fabrin er født på Fyn, og har en handelseksamen fra Niels Brock i København. I 1964 blev Fabrin udnævnt til landssektretær i Venstre Ungdom, og senere valgt som landsformand i 1968. I 1974 blev han valgt ind i kommunalbestyrelsen i Søllerød Kommune, og blev fra 1986 borgmester her. Fabrin sad på posten i 20 år, og fik tæt ved 5.100 personlige stemmer i 2001.
Søllerød Kommune blev slået sammen med Birkerød Kommune i 2007, og Fabrin fortsatte herefter som borgmester i den nye Rudersdal Kommune. Han trak sig tilbage i oktober 2010. Han blev afløst af Jens Ive, ligeledes Venstre.
Sideløbende med de politiske aktiviteter ejede og drev han ingeniør- og handelsvirksomheden Hjelm Bang A/S i Rødovre. Denne virksomhed afhændede han i 2003. Han har været formand for Kommunernes Pensionsforsikring.
Fabrin har været formand for Gl. Holtegaard-Breda Fonden der ejer Gammel Holtegaard, 
samt bestyrelsesformand på Nærum Gymnasium.[kilde mangler]

## Henvisning
1. ↑  "Danske Kommuner". Arkiveret fra originalen 22. november 2015. Hentet 21. november 2015.
2. ↑  "Personlige stemmer - Kommunalvalg Søllerød kommune". Arkiveret fra originalen 4. marts 2016. Hentet 21. november 2015.
3. ↑  Rudersdalavis, 7. august 2012
4. ↑  "Ekstrabladet den 11. maj 2013 - Kamerateri?". Arkiveret fra originalen 21. juni 2013. Hentet 12. maj 2013.
5. ↑  Katrine Wied, Steffen Slot (14. oktober 2010). "Millioner siver fra Fabrins museumsfond". sn.dk. (Webside ikke længere tilgængelig)